# Théâtre du château de Drottningholm
Le théâtre du château de Drottningholm (Drottningholms slottsteater) est un théâtre très bien préservé du XVIIIe siècle situé à Stockholm en Suède. Il est unique en son genre et abrite aujourd'hui un riche musée du théâtre et de la danse.
Le théâtre a été construit à l'initiative de Gustave III, passionné de théâtre et d'opéra. De petite taille, mais pourvu d'un plateau de scène imposant, il a conservé sa machinerie d'origine.

## Histoire

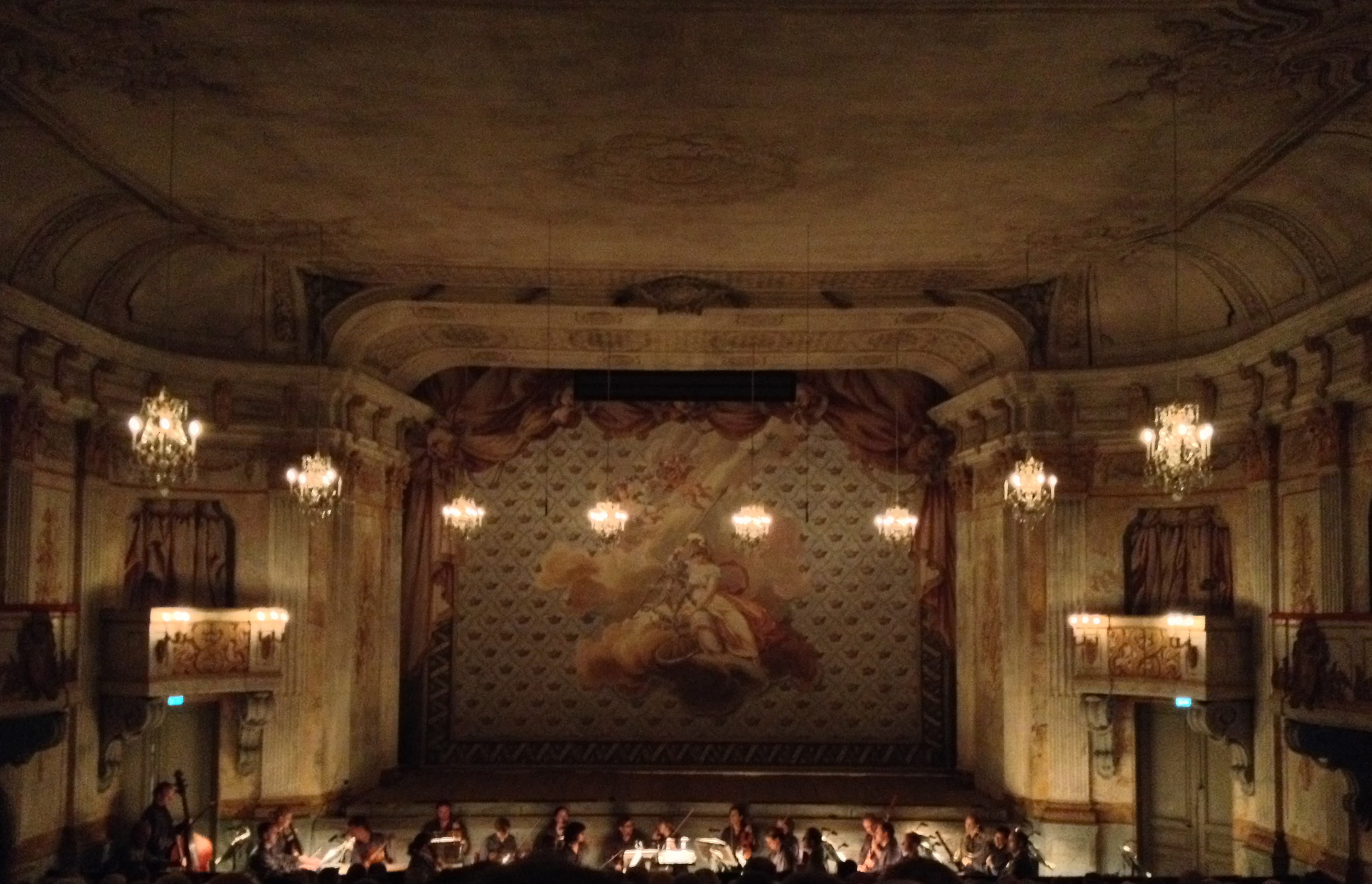
Vue intérieure du Drottningholms slottsteater.

Le théâtre du château de Drottningholm (en suédois : Drottningholms slottsteater) est construit entre 1764 et 1766 par l'architecte Carl Fredrik Adelcrantz. Il est situé dans le domaine royal de Drottningholm, à la bordure du jardin à l'anglaise dessiné par Fredrik Magnus Piper à la fin du XVIIIe siècle.
Le théâtre est inauguré en 1766. 
Jusqu'en 1771, date de la mort du roi Adolphe-Frédéric, le lieu accueille une troupe de comédiens français chargés de distraire la cour. En 1777, le théâtre est offert par la reine Louise-Ulrique à son fils Gustave III. Le théâtre du château de Drottningholm connaît alors une période faste. Le souverain encourage la création d'ouvrages en langue suédoise, et à côté d'une programmation d'influence française, le lieu contribue alors à l'instauration d'une véritable tradition lyrique nationale.  
En 1791, le foyer du théâtre est décoré par le peintre français Louis-Jean Desprez.  
En 1792, l'âge d'or du Drottningholms slottsteater s'achève par l'assassinat lors d'un bal masqué à l'Opéra royal de Stockholm du roi Gustave III, événement qui inspirera au siècle suivant Verdi (Un ballo in maschera) et Auber (Gustave III ou le Bal masqué).  
Le théâtre sert ensuite à entreposer du mobilier inutilisé. Le lieu est redécouvert en 1921 par l'historien Agne Beijer lors de recherches. Le bâtiment est alors restauré et accueille dès 1922 des concerts et des représentations d'opéra, en privé, puis en public à partir de 1948.  
En 1991, avec le château de Drottningholm, le théâtre est inscrit sur la liste du Patrimoine mondial de l'Unesco.  
De nos jours, le théâtre est géré par une fondation privée. Il abrite une collection d'objets relatifs au théâtre et accueille l'été des opéras représentés dans les conditions d'origine, sur instruments d'époque. 
Pour la version cinématographique de La Flûte enchantée de Mozart, réalisée par Ingmar Bergman (1975), le décor du théâtre, jugé trop fragile pour accueillir une équipe de tournage, a été reconstitué en studio. 